# Vịnh Phan Thiết
Vịnh Phan Thiết là vịnh ven bờ biển ở trung tâm tỉnh Bình Thuận, Việt Nam. Đường bờ biển của vịnh có hình vòng cung, kéo dài từ mũi Né đến mũi Kê Gà. Vịnh có diện tích khoảng 370 km², độ sâu trung bình 15 m. Thành phố Phan Thiết nằm ở trung tâm vòng cung vịnh, nơi có hai con sông lớn đổ ra là sông Cà Ty và sông Cái.
Vịnh Phan Thiết nằm trên hai dòng hải lưu nóng lạnh, lại tương đối kín gió nên có nguồn hải sản dồi dào, phong phú, gồm các loài cá như cá nục, cá cơm, cá thu, cá ngừ, cá chim, cá hồng, cá mú; các loài giáp xác có tôm thẻ, tôm sú, tôm hùm và các loài nhuyễn thể thân mềm như mực ống, mực nang, sò, điệp, vòm.